# Roy Gibson
Roy Gibson va ser Director General de l'ESRO, i el primer Director General de l'ESA, servint del 1975 fins al 1980.